# Вилье (станция метро)
Вилье (фр. Villiers) — пересадочный узел линий 2 и 3 Парижского метрополитена. Расположен на границе VIII и XVII округов, с выходами на бульвар Курсель. Открыт в 1903 году.

## История
Название станции Вилье происходит от слова Villare — небольшая деревушка располагалась на месте нынешнего бульвара Курсель в XVII веке.
После ввода в эксплуатацию в 1903 году, станция «Вилье» стала конечной для первого участка Линии 3. Некоторое время до её открытия, пока шло строительство, поезда проходили станцию без остановки.
В 2009 году на станции провели капитальный ремонт, полностью заменив облицовочную плитку и осветительное оборудование.
Пассажиропоток пересадочного узла по входу в 2011 году, по данным RATP, составил 6 193 182 человек. В 2013 году этот показатель вырос до 6 309 746 пассажиров (53 место по уровню входного пассажиропотока в Парижском метро).

## Галерея

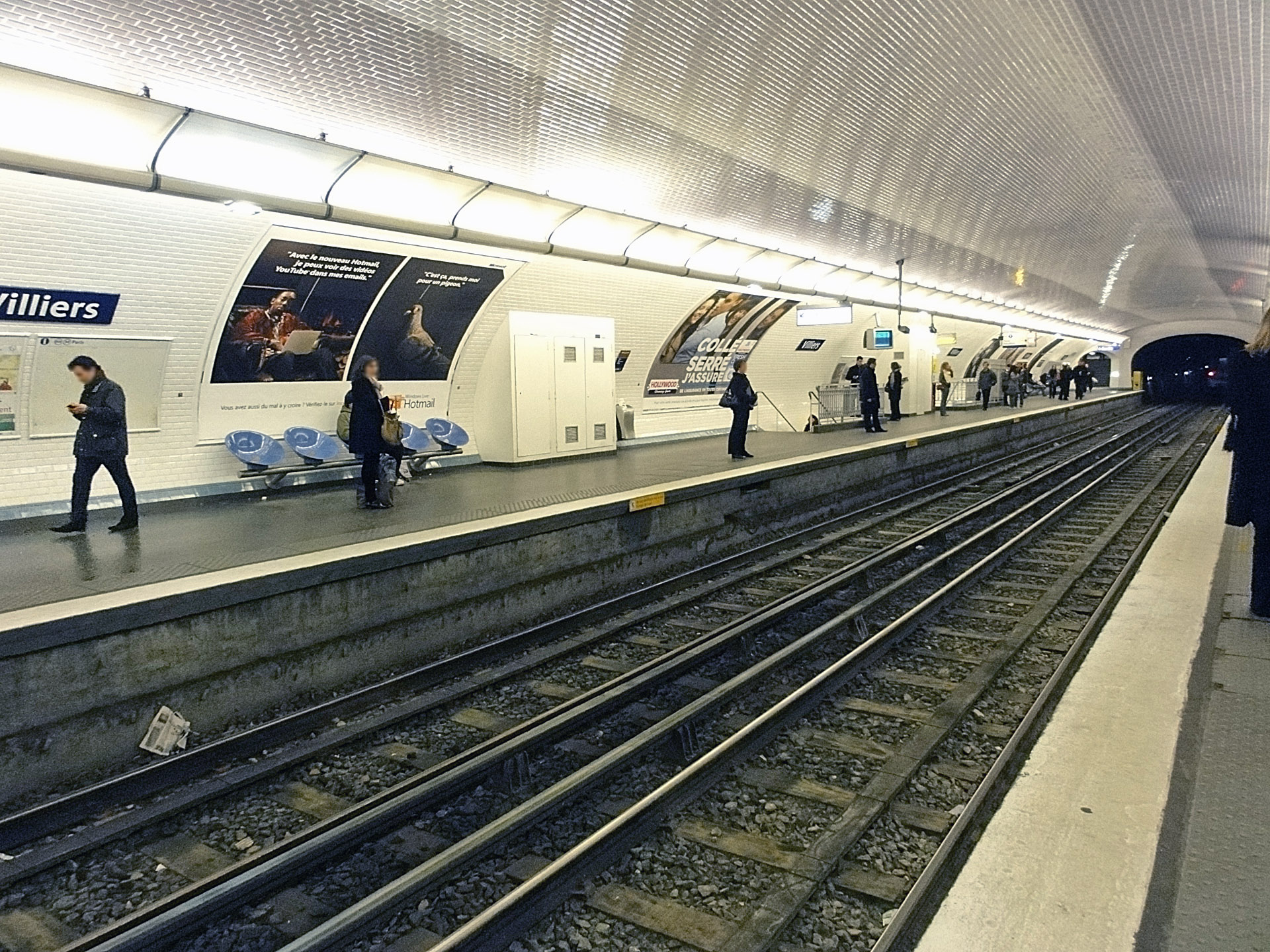
Зал линии 2 после реновации
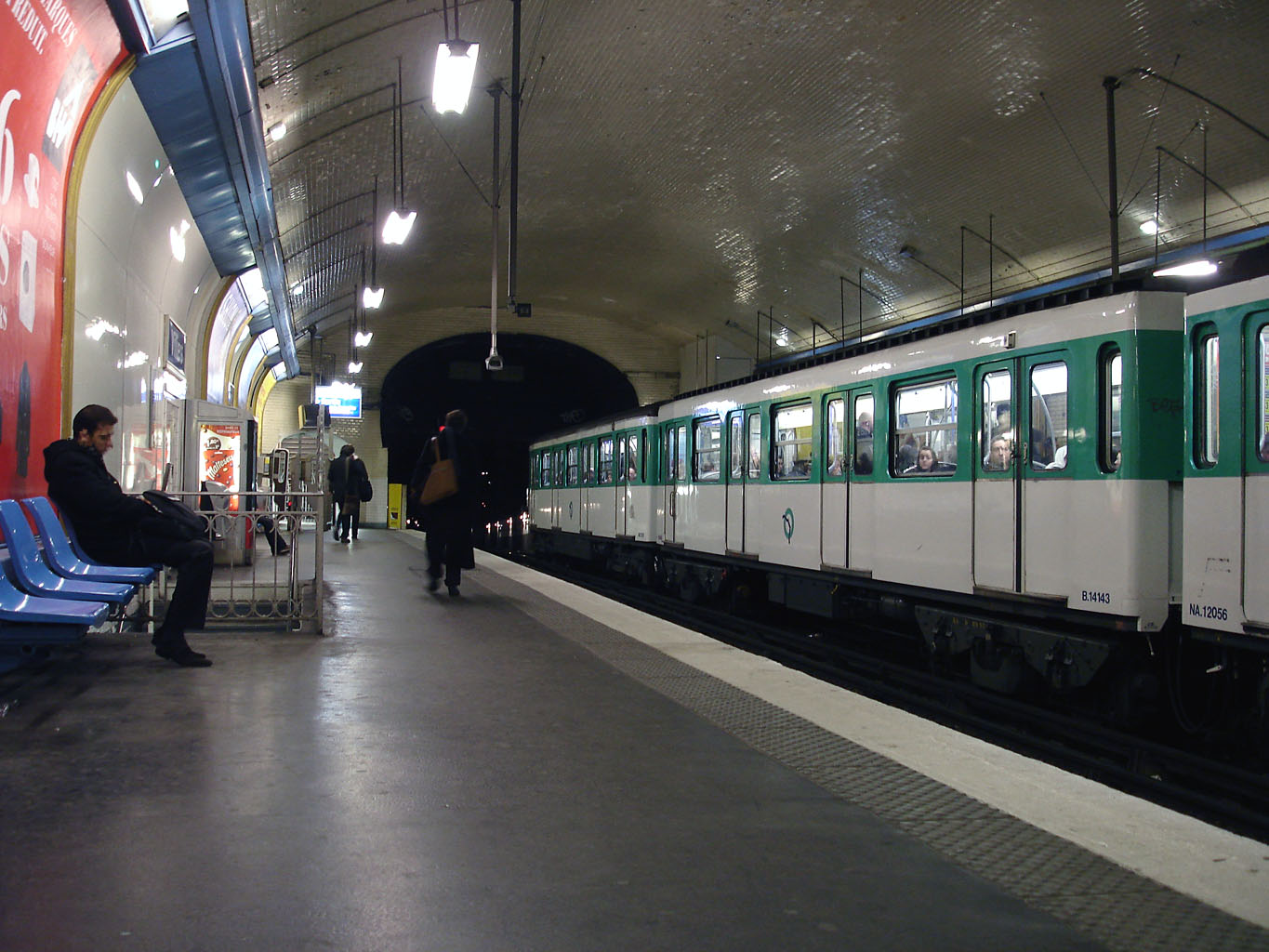
Зал линии 3 с временным освещением
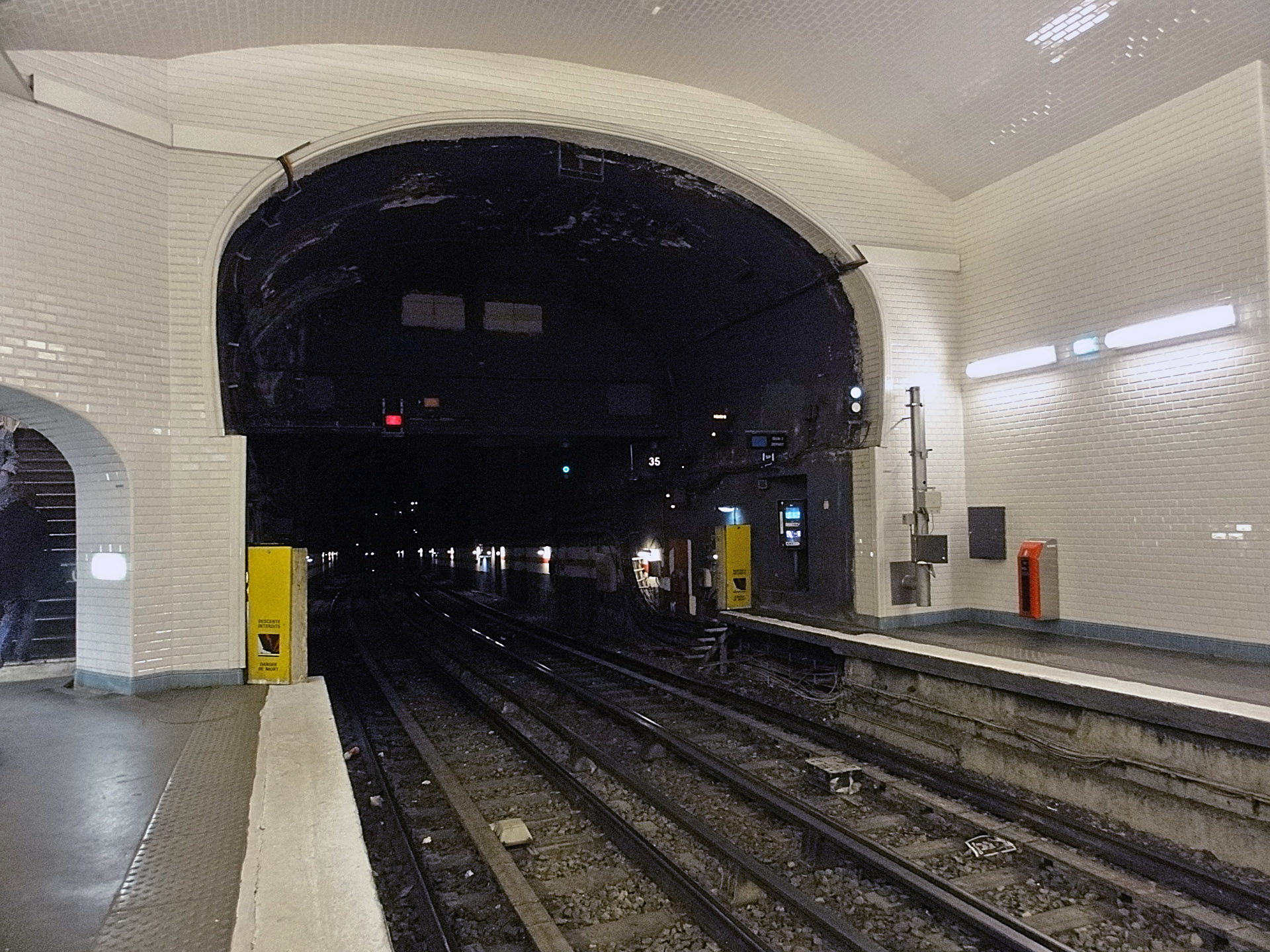
Западный торец зала линии 3
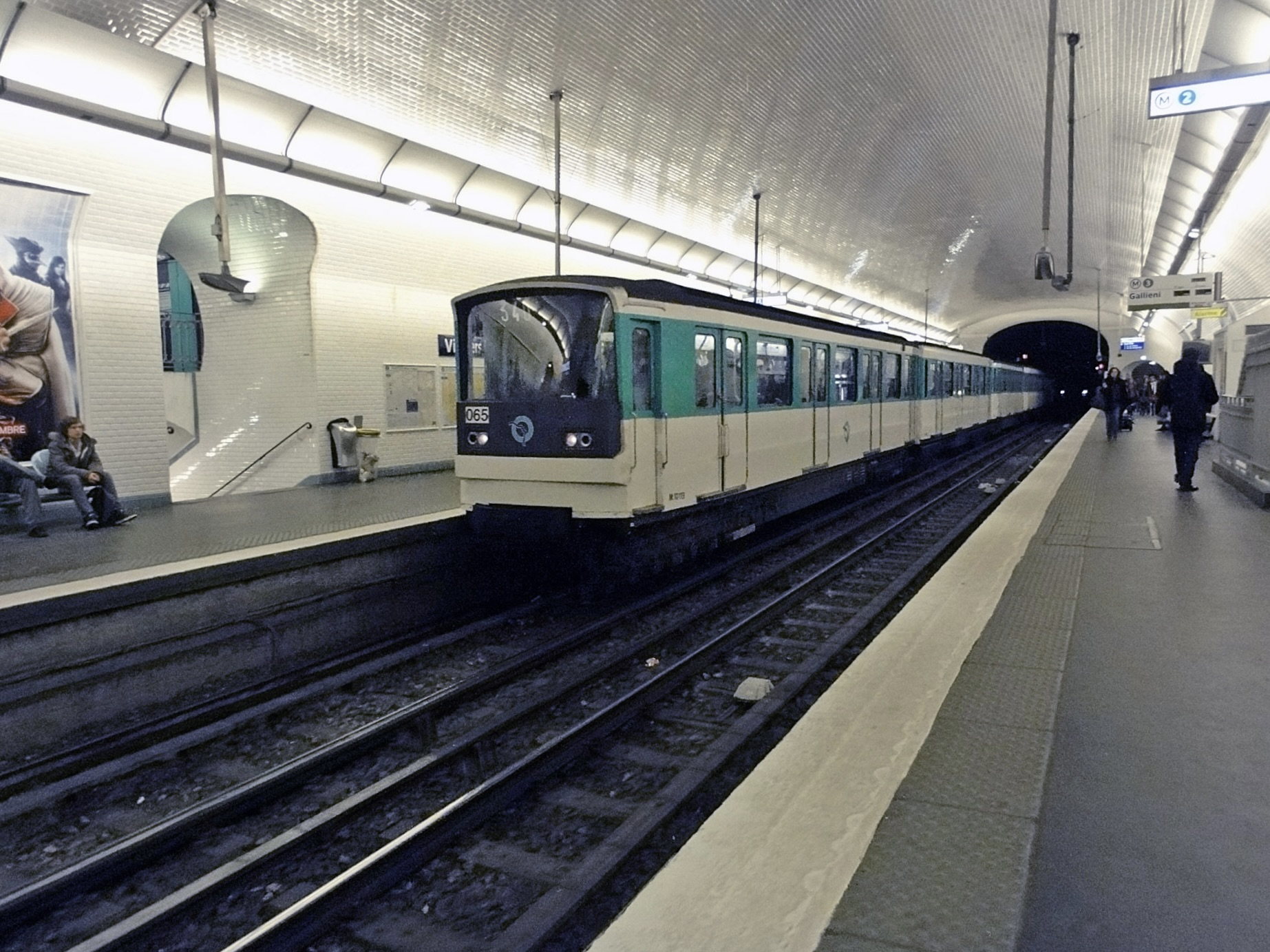
Состав модели MF 67 прибывает в зал линии 3